# Arciechów (powiat sochaczewski)
Arciechów – wieś w Polsce położona w województwie mazowieckim, w powiecie sochaczewskim, w gminie Iłów.
Sołectwo Arciechów-Bieniew tworzą wsie Arciechów i Bieniew.
Prywatna wieś szlachecka Arciechowo położona była w drugiej połowie XVI wieku w powiecie gąbińskim ziemi gostynińskiej województwa rawskiego. W latach 1975–1998 miejscowość należała administracyjnie do województwa płockiego.